# Nové trable staré Christine
Nové trable staré Christine (v anglickém originále The New Adventures of Old Christine) je americký komediální seriál oceněný Cenou Emmy, s Julií Louis-Dreyfusovou v hlavní roli čerstvě rozvedené matky. Seriál byl poprvé vysílán 13. března 2006 na stanici CBS, poslední díly se na televizních obrazovkách objevily 12. května 2010. Old Christine, jak je seriál v angličtině běžně zkráceně nazýván, vyrobila společnost Warner Bros. Television. Jeho scenáristkou byla Kari Lizer, která je pod ním podepsaná také jako vedoucí producentka.

## Děj
Christine Campbellová (Julia Louis-Dreyfusová) je neurotická rozvedená matka a majitelka ženské posilovny. Blízkou osobou v jejím životě je její exmanžel Richard (Clark Gregg), jehož nová přítelkyně (Emily Rutherfurd) se také jmenuje Christine, proto má postava Louis-Dreyfusové přezdívku "Old Christine" (Stará Christine). Christine žije se svým synem Richiem (Trevor Gagnon) a bratrem Matthewem (Hamish Linklater). Její nejlepší přítelkyní a kolegyní je Barb (Wanda Sykesová). Christine bojuje se svým komplexem méněcennosti před „zlomyslnými matkami“ (Alex Kapp Horner a Tricia O'Kelley) na soukromé škole svého syna.